# Clase Ikazuchi (1899)
La Clase Ikazuchi (雷型駆逐艦 Ikazuchigata kuchikukan?), literalmente "Rayo", fue una clase naval de cazatorpederos (TBD) de la Armada Imperial Japonesa. Todos los buques de esta clase recibieron como nombre fenómenos celestiales. Tras finalizar su construcción, todos fueron usados activamente durante la Guerra ruso-japonesa de 1904-1905.

## Contexto
Durante el transcurso de la Primera guerra sino-japonesa, la Armada Imperial Japonesa supo darse de cuenta de la superioridad de pequeños y rápidos navíos equipados con torpedos frente a embarcaciones más lentas equipadas con artillería naval, más lenta de recargar y bastante imprecisa. La clase Ikazuchi fue la primera generación de cazatorpederos de la Armada Imperial del Japón. Cuatro fueron encargados dentro del presupuesto del año fiscal de 1896, y otras dos unidades en el presupuesto de 1897. Todos los navíos fueron encargados a Yarrow Shipbuilders Limited, situados en el barrio de Poplar, Londres, y considerados el mejor astillero del mundo en lo referente a construcción de torpederos y pequeños navíos de guerra.

## Diseño
El diseño de los cazatorpederos clase Ikazuchi se basó en los “Thirty Knotters” de cuatro chimeneas de la Royal Navy (Agrupados desde 1913 bajo la designación de destructores de la Clase B).
Todos los navíos de la clase Ikazuchi eran de cubierta corrida con un distintivo castillo de proa en forma de caparazón de tortuga pensado para evacuar agua de la proa durante la navegación a alta velocidad, aunque pobremente diseñado para hacer frente a un fuerte oleaje o al mal tiempo. El puente y la plataforma de cañón delantero apenas sobresalían por encima de la proa, lo que provocaba frecuentes inundaciones en la torre. Más de la mitad del pequeño casco estaba ocupado por las calderas y la sala de máquinas. Con la carga de combustible y municiones a bordo, apenas había espacio para los alojamientos de la tripulación. 
Estaban propulsados por motores de vapor de triple expansión con calderas acuotubulares a carbón. Estaba armado con un Cañón naval QF de 12 libras 12 cwt en el castillo de proa, cinco Hotchkiss QF de 6 libras (dos situados junto a la torre, dos situados entre las chimeneas y uno en el alcázar) y dos tubos para torpedos de 18 pulgadas.

## Historial de servicio
Los seis cazatorpederos de la clase Ikazuchi llegaron a tiempo a Japón para la Rebelión Bóxer, siendo utilizando en patrullas por las costa de China y como cobertura durante los desembarcos de tropas japonesas. El Niji se hundió tras un accidente el 3 de agosto de 1900 en la península de Shāndōng, pero los cinco buques restantes fueron utilizados en primera línea de combate durante la Guerra ruso-japonesa.
El 16 de diciembre de 1909, se perdió el Inazuma tras colisionar contra un buque mercante frente a las costas de Hakodate, Hokkaidō. El 28 de agosto de 1912, los cuatro buques restantes fueron reclasificados como destructores de tercera clase y retirados del servicio en primera línea de combate.
El Akebono y el Oboro volvieron a ser utilizados en combate tras el inicio de la Primera Guerra Mundial, durante la batalla de Tsingtao y en las operaciones posteriores para apoderarse de las posesiones coloniales alemanas en el Pacífico sur. El 9 de octubre de 1912, el Ikazuchi, buque líder, sufrió una explosión en la sala de calderas  durante su estancia en Ōminato debido a la fatiga del metal, siendo borrado el año siguiente. El Sazanami también fue retirado del servicio. El Oboro y el Akebono permanecieron en servicio hasta el 1 de abril de 1921, cuando fueron convertidos en dragaminas auxiliares para un breve periodo de tiempo, siendo desguazados en 1925.

## Buques de ClaseMurakumo
| Kanji | Nombre   | Astillero                    | Puesta en grada         | Botado                  | Asignado               | Destino |
| ----- | -------- | ---------------------------- | ----------------------- | ----------------------- | ---------------------- | --- |
| 雷    | Ikazuchi | Yarrow, Londres, Reino Unido | 1 de septiembre de 1897 | 15 de noviembre de 1898 | 23 de febrero de 1899  | Explosión de calderas en Ominato el 9 de octubre de 1913; borrado el 5 de noviembre de 1913 y desfondado el 29 de abril de 1914. |
| 電    | Inazuma  | Yarrow, Londres, Reino Unido | 1 de noviembre de 1897  | 28 de enero de 1899     | 25 de abril de 1899    | Hundido tras colisión en Hakodate el 16 de diciembre de 1909; borrado el 15 de septiembre de 1910.                               |
| 霓    | Niji     | Yarrow, Londres, Reino Unido | 1 de enero de 1899      | 22 de junio de 1899     | 29 de julio de 1899    | Hundido en Shāndōng el 29 de julio de 1900; borrado el 8 de abril de 1901.                                                       |
| 曙    | Akebono  | Yarrow, Londres, Reino Unido | 1 de febrero de 1898    | 25 de abril de 1899     | 3 de julio de 1899     | Retirado el 18 de octubre de 1921; desguazado el 2 de mayo de 1925.                                                              |
| 朧    | Oboro    | Yarrow, Londres, Reino Unido | 1 de enero de 1899      | 5 de octubre de 1899    | 1 de noviembre de 1899 | Retirado el 21 de junio de 1921; desguazado en 1926.                                                                             |
| 漣    | Sazanami | Yarrow, Londres, Reino Unido | 1 de junio de 1897      | 8 de agosto de 1899     | 28 de agosto de 1899   | Retirado el 1 de abril de 1913; vendido como buque mercante el 23 de agosto de 1914 como el Sazanami-Maru.                       |